# Hugo Johansson
Carl Hugo Johansson, född 16 juni 1887 i Adolf Fredriks församling, död 23 februari 1977 i Sankt Görans församling, Stockholm, var en svensk sportskytt som deltog i tre olympiska sommarspel, 1912-1924.

## Meriter
Johanssons främsta merit var den individuella olympiska guldmedaljen i armégevär 600 m i Antwerpen 1920. Dessutom tog han fyra medaljer, varav ett guld, i olika lagtävlingar vid spelen 1912 och 1920.